# Alblasserwaard
L'Alblasserwaard è una regione geografica del sud-ovest dei Paesi Bassi, situata tra la provincia dell'Olanda Meridionale (in gran parte) e la provincia di Utrecht (in minima parte).

## Geografia fisica

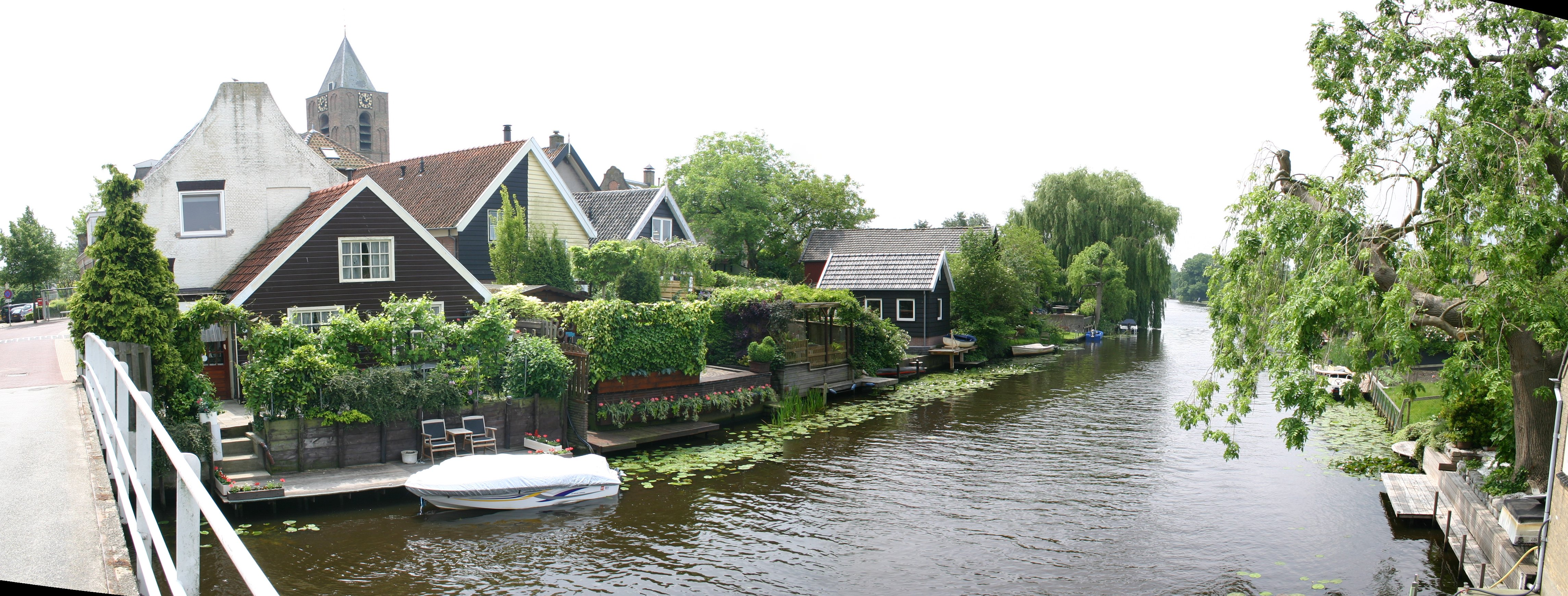
Oud-Alblas, uno dei villaggi più antichi della regione

L'Alblasserward è situata a nord/nord-est della città di Dordrecht e ad ovest della regione della Betuwe.
Il confine settentrionale della regione è segnato dal corso del fiume Lek, mentre il confine meridionale è segnato dalla Merwede e quello occidentale dal corso del fiume Noord.

## Origini del nome
Il toponimo Alblasserwaard è formato dal nome del fiume Alblas e dal termine waard, che indica un terreno basso circondato da fiumi.

## Storia

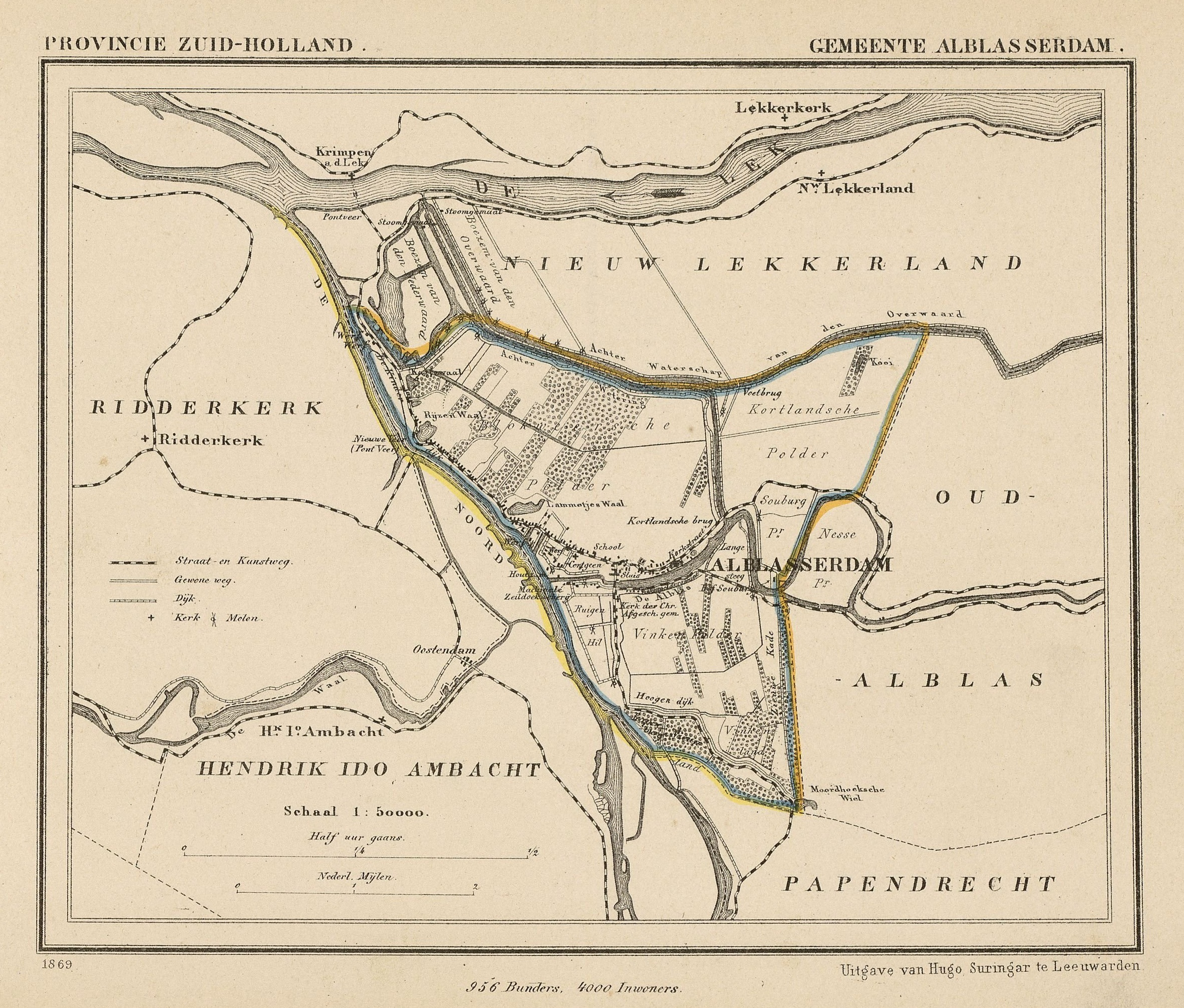
L'Alblasserwaard in una mappa del 1869

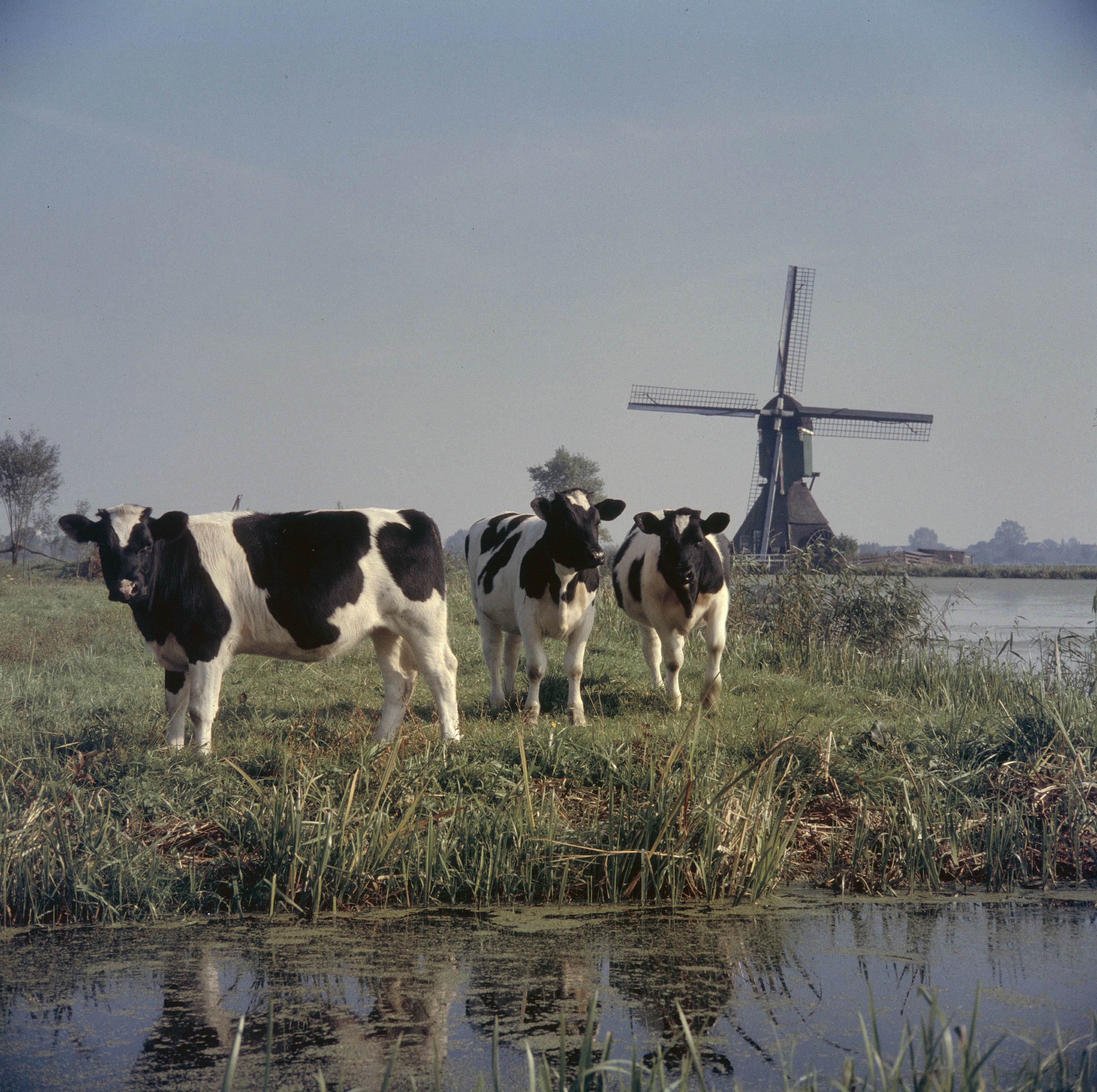
Il villaggio di Hoornaar, nell'Alblasserwaard negli anni sessanta del XX secolo

Il toponimo Alblasserwaard è citato per la prima volta in un documento del 1383.
Nel 1574, l'Alblasserwaard fu invasa dalle truppe spagnole.
Nel 2019, parte della regione dell'Alblasserwaard è stata inclusa nella provincia di Utrecht.

## Monumenti e luoghi d'interesse
- Mulini a vento di Kinderdijk[5]

### Comuni
I comuni compresi nella regione dell'Alblasserwaard sono i seguenti:

#### Provincia dell'Olanda Meridionale
- Alblasserdam
- Hardinxveld-Giessendam
- Molenlanden
- Papendrecht
- Sliedrecht

#### Provincia di Utrecht
- Vijfheerenlanden

## Sport
Nella regione si svolge dal 1984 una corsa ciclistica, la Omloop van de Alblasserwaard, chiamata dal 
2007 Arno Wallaard Memorial.